# دکترین پاول

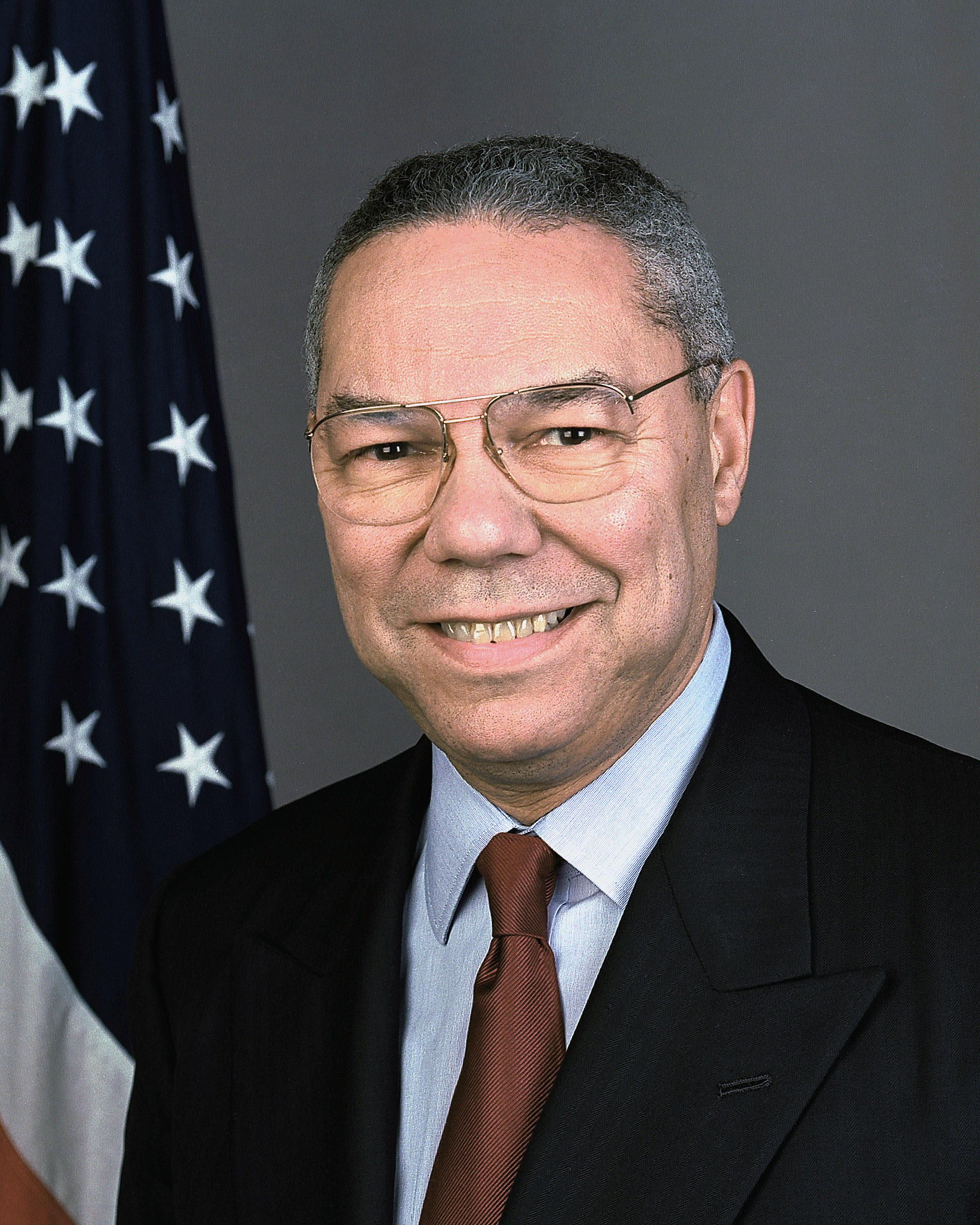
دکترین پاول

"دکترین پاول" اصطلاحی است که توسط روزنامه‌نگاران و برای اشاره به دکترینی ساخته شده که ژنرال کالین پاول در آستانه جنگ خلیج فارس (۱۹۹۱-۱۹۹۰) مطرح کرد. در این دکترین سوالاتی متمرکز بر منافع امنیتی کشور، قابلیت‌های ضربتی مقهورکننده با تمرکز بر نیروهای زمینی، و حمایت گسترده افکار عمومی پرسیده می‌شود که تمامی آنها باید پیش از دست‌زدن به اقدام نظامی، جواب مثبت بگیرند. دکترین پاول تا حد زیادی مبتنی بر دکترین واینبرگر است که توسط کاسپار واینبرگر در دوران تصدی وزارت دفاع ابداع شد. کالین پاول در آن زمان دستیار ارشد نظامی واینبرگر بود. 

## خلاصه
دکترین پاول به طور خلاصه فهرستی از سوالات را برمی‌شمارد که ایالات متحده باید قبل از ورود به اقدام نظامی، به همگی آنها پاسخ مثبت داده باشد:
1. آیا یک منفعت حیاتی مربوط به امنیت ملی در معرض تهدید است؟
2. آیا یک هدف روشن و قابل دستیابی داریم؟
3. آیا ریسک‌ها و هزینه‌ها به طور کامل و صریح تجزیه و تحلیل شده‌اند؟
4. آیا تمامی راه‌های سیاسی غیر خشونت‌آمیز به طور کامل طی شده‌اند؟
5. آیا استراتژی خروج معقولی برای اجتناب از درگیری بی‌پایان وجود دارد؟
6. آیا عواقب اقدام ما به طور کامل در نظر گرفته شده است؟
7. آیا این اقدام مورد حمایت مردم آمریکاست؟
8. آیا از حمایت اصیل و گسترده بین‌المللی برخورداریم؟[۲]

چنانکه پاول در مصاحبه مورخ یکم آوریل ۲۰۰۹ در برنامه تلویزیونی راشل مادو شو اشاره کرد، این نشانگر طی‌شدن تمامی «راه‌های سیاسی، اقتصادی و دیپلماتیک» کشور است و تنها در صورتی که تمامی آنها بی‌نتیجه باشند، منجر به ایجاد شرایطی خواهد شد که کشور باید به زور نظامی متوسل شود. پاول همچنین گفته است که وقتی یک کشور درگیر جنگ است، باید از هر منبع و ابزاری برای دستیابی به نیروی قاطع در برابر دشمن استفاده کرد، تلفات را به حداقل رساند و با وادار کردن نیروی ضعیف‌‌تر به تسلیم، فوراً به درگیری پایان داد.

## همچنین ببینید
- نظریه جنگ مشروع
- دکترین ریگان